# Аліче Балдуччі
Аліче Балдуччі (італ. Alice Balducci; нар. 11 вересня 1986) — колишня італійська тенісистка.
Найвищу одиночну позицію світового рейтингу — 361 місце досягла 26 травня 2014, парну — 290 місце — 20 серпня 2012 року.
Здобула 8 одиночних та 22 парні титули туру ITF.

## Фінали ITF
| турніри $50,000 |
| турніри $25,000 |
| турніри $15,000 |
| турніри $10,000 |

### Одиночний розряд: 17 (8–9)
| Результат | Ранг | Дата            | Турнір                        | Покриття | Суперниця          | Рахунок       |
| --------- | ---- | --------------- | ----------------------------- | -------- | ------------------ | ------------- |
| Поразка   | 1.   | 8 травня 2007   | ITF Единбург, Велика Британія | Ґрунт    | Суріна Де Беер     | 2–6, 2–6      |
| Поразка   | 2.   | 6 липня 2009    | ITF Імола, Італія             | Килим    | Анна Ремондіна     | 2–6, 5–7      |
| Поразка   | 3.   | 15 серпня 2011  | ITF Тоді, Італія              | Ґрунт    | Алісе Мороні       | 1–6, 6–4, 3–6 |
| Поразка   | 4.   | 27 травня 2013  | ITF Кантаньєде, Португалія    | Тверде   | Барбара Луш        | 3–6, 6–2, 5–7 |
| Перемога  | 1.   | 1 липня 2013    | ITF Тоді, Італія              | Ґрунт    | Ані Амірагян       | 6–4, 6–3      |
| Перемога  | 2.   | 22 липня 2013   | ITF Ріміні, Італія            | Ґрунт    | Сабріна Сантамарія | 6–2, 6–1      |
| Перемога  | 3.   | 23 вересня 2013 | ITF Пула, Італія              | Ґрунт    | Клаудія Джовіне    | 6–2, 6–4      |
| Перемога  | 4.   | 24 березня 2014 | ITF Пула, Італія              | Ґрунт    | Естель Касіно      | 6–3, 5–7, 6–3 |
| Перемога  | 5.   | 31 березня 2014 | ITF Пула, Італія              | Ґрунт    | Інес Феррер Суарес | 6–7, 6–1, 6–0 |
| Поразка   | 5.   | 28 квітня 2014  | ITF Пула, Італія              | Ґрунт    | Олена Остапенко    | 6–4, 6–7, 3–6 |
| Поразка   | 6.   | 5 квітня 2015   | ITF Пула, Італія              | Ґрунт    | Джорджа Брешія     | 3–6, 6–3, 4–6 |
| Поразка   | 7.   | 19 квітня 2015  | ITF Пула, Італія              | Ґрунт    | Настасья Барнетт   | 2–6, 2–6      |
| Перемога  | 6.   | 25 липня 2015   | ITF Візерба, Італія           | Ґрунт    | Марина Шамайко     | 6–3, 6–2      |
| Перемога  | 7.   | 13 вересня 2015 | ITF Пула, Італія              | Ґрунт    | Карла Тулі         | 6–3, 6–2      |
| Перемога  | 8.   | 18 вересня 2016 | ITF Пула, Італія              | Ґрунт    | Тесс Суньйо        | 6–4, 6–1      |
| Поразка   | 8.   | 25 вересня 2016 | ITF Пула, Італія              | Ґрунт    | Ілена Ін-Альбон    | 5–7, 2–6      |
| Поразка   | 9.   | 2 жовтня 2016   | ITF Пула, Італія              | Ґрунт    | Клаудія Джовіне    | 4–6, 3–6      |

### Парний розряд: 42 (22–20)
| Результат | Ранг | Дата              | Турнір                                     | Покриття | Партнерка              | Суперниці                                    | Рахунок             |
| --------- | ---- | ----------------- | ------------------------------------------ | -------- | ---------------------- | -------------------------------------------- | ------------------- |
| Поразка   | 1.   | 10 серпня 2004    | ITF Коїмбра, Португалія                    | Тверде   | Маша Зец-Пешкірич      | Наталія Гарбельйотто Габріела Веласко Андреу | 4–6, 1–6            |
| Поразка   | 2.   | 21 вересня 2004   | ITF Волос, Греція                          | Килим    | Крістіна Челані        | Ева Валкова Сандра Заглавова                 | 6–7, 1–6            |
| Перемога  | 1.   | 17 жовтня 2005    | ITF Сеттімо-Сан-П'єтро, Італія             | Ґрунт    | Нансі Рустіньйолі      | Сімона Добра Рената Кучеркова                | 6–2, 6–4            |
| Поразка   | 3.   | 21 серпня 2006    | ITF Трекастаньї, Італія                    | Тверде   | Ліза Сабіно            | Кільдін Шевальє Джулія Меруцці               | 6–4, 3–6, 3–6       |
| Перемога  | 2.   | 4 червня 2007     | ITF Біркеред, Данія                        | Ґрунт    | Елена Пйоппо           | Ірина Кузьміна Зора Влцкова                  | 6–7, 6–2, 6–0       |
| Перемога  | 3.   | 9 липня 2007      | ITF Імола, Італія                          | Ґрунт    | Ліза Сабіно            | Ніколе Клеріко Надеж Вергос                  | 6–1, 6–4            |
| Перемога  | 4.   | 3 серпня 2007     | ITF Гардоне-Валь-Тромпія, Італія           | Ґрунт    | Кільдін Шевальє        | Анастасія Гримальська Валерія Савіних        | 3–6, 7–6, 6–3       |
| Поразка   | 4.   | 9 серпня 2007     | ITF Єзі, Італія                            | Килим    | Ірина Бурячок          | Меліса Кабрера-Андт Кароліна Ґаґо Фуентес    | 5–7, 6–4, 4–6       |
| Поразка   | 5.   | 9 червня 2008     | ITF Ленцергайде, Швейцарія                 | Ґрунт    | Ліза Сабіно            | Мішелль Герардс Марлот Медденс               | 0–6, 3–6            |
| Перемога  | 5.   | 21 липня 2008     | ITF Єзі, Італія                            | Тверде   | Федеріка Денті         | Джулія Бруццоне Александра Маркович          | 6–4, 6–3            |
| Поразка   | 6.   | 20 жовтня 2008    | ITF Ористано, Італія                       | Тверде   | Еліза Саліс            | Сільвія Дісдері Джулія Гатто-Монтіконе       | 0–6, 2–6            |
| Поразка   | 7.   | 15 серпня 2009    | ITF Пезаро, Італія                         | Ґрунт    | Федеріка ді Сарра      | Анастасія Гримальська Мартіна Тревізан       | 2–6, 2–6            |
| Перемога  | 6.   | 17 серпня 2009    | ITF Трекастаньї, Італія                    | Тверде   | Джулія Гаспаррі        | Лусія Сервера-Васкес Паула Фондевіла Кастро  | 7–5, 4–6, [10–8]    |
| Перемога  | 7.   | 26 квітня 2010    | ITF Борнмут, Велика Британія               | Ґрунт    | Мартіна Качіотті       | Александра Канніззаро Джессіка Рен           | 6–4, 6–3            |
| Поразка   | 8.   | 6 червня 2010     | ITF Галатіна, Італія                       | Ґрунт    | Франческа Пальміджано  | Ліза Сабіно Мартина Гледачева                | 4–6, 1–6            |
| Поразка   | 9.   | 5 липня 2010      | ITF Турин, Італія                          | Ґрунт    | Мартіна Качіотті       | Еліза Бальзамо Валентіна Сульпіціо           | 5–7, 3–6            |
| Поразка   | 10.  | 16 серпня 2010    | ITF Тоді, Італія                           | Ґрунт    | Федеріка Граціозо      | Ліза Сабіно Марія Летіція Дзавальї           | 6–0, 6–7, 5–7       |
| Перемога  | 8.   | 30 жовтня 2010    | ITF Vila Real de Santo António, Португалія | Ґрунт    | Анастасія Гримальська  | Морґан Понс Аліс Тіссе                       | 6–2, 6–3            |
| Перемога  | 9.   | 22 серпня 2011    | ITF Баньятіка, Італія                      | Ґрунт    | Бенедетта Давато       | Стефані Бенгсон Кірстен Флауер               | 6–4, 6–7, 6–2       |
| Поразка   | 11.  | 30 січня 2012     | ITF Майорка, Іспанія                       | Ґрунт    | Анне Шефер             | Івонне Кавальє Реймерс Лусія Сервера Васкес  | 5–7, 4–6            |
| Перемога  | 10.  | 16 липня 2012     | ITF Імола, Італія                          | Килим    | Федеріка ді Сарра      | Тадея Маєрич Марина Мельникова               | w/o                 |
| Поразка   | 12.  | 6 серпня 2012     | ITF Монтероні-д'Арбія, Італія              | Ґрунт    | Карін Кнапп            | Федеріка ді Сарра Анастасія Гримальська      | 4–6, 7–5, [7–10]    |
| Перемога  | 11.  | 1 липня 2013      | Тоді, Італія                               | Ґрунт    | Ані Амірагян           | Клаудія Джовіне Юка Морі                     | 6–2, 6–3            |
| Перемога  | 12.  | 13 серпня 2013    | ITF Крайова, Румунія                       | Ґрунт    | Катажина Кава          | Дьяна Бузян Крістіна Шаховец                 | 3–6, 7–6, [10–8]    |
| Перемога  | 13.  | 31 березня 2014   | ITF Пула, Італія                           | Ґрунт    | Дьяна Бузян            | Татьяна Буа Інес Феррер Суарес               | 3–6, 6–1, [10–1]    |
| Поразка   | 13.  | 7 квітня 2014     | ITF Пула, Італія                           | Ґрунт    | Дьяна Бузян            | Мана Аюкава Олена Остапенко                  | 5–5, 6–3, [5–10]    |
| Перемога  | 14.  | 8 серпня 2014     | ITF Відень, Австрія                        | Ґрунт    | Аліче Саворетті        | Крістина Грабалова Тереза Ягатова            | 7–5, 6–0            |
| Перемога  | 15.  | 13 вересня 2014   | ITF Пула, Італія                           | Ґрунт    | Анджеліка Морателлі    | Крістіана Феррандо Стефанія Рубіні           | 6–1, 6–4            |
| Перемога  | 16.  | 19 вересня 2014   | ITF Пула, Італія                           | Ґрунт    | Джорджа Брешія         | Марі Бенуа Кімберлі Циммерманн               | 3–6, 6–0, [10–5]    |
| Перемога  | 17.  | 24 листопада 2014 | ITF Сус, Туніс                             | Тверде   | Мартіна Карегаро       | Олександра Корашвілі Барбара Бонич           | 7–6(2), 6–4         |
| Поразка   | 14.  | 28 серпня 2015    | ITF Баньятіка, Італія                      | Ґрунт    | Шеразад Ре             | Анастасія Гримальська Ілона Кремінь          | 4–6, 2–6            |
| Поразка   | 15.  | 18 вересня 2015   | ITF Пула, Італія                           | Ґрунт    | Камілла Скала          | Ніна Штадлер Кімберлі Циммерманн             | 0–6, 1–6            |
| Перемога  | 18.  | 3 жовтня 2015     | ITF Пула, Італія                           | Ґрунт    | Мартіна де Джузеппе    | Корінна Дентоні Анастасія Гримальська        | w/o                 |
| Перемога  | 19.  | 16 жовтня 2015    | ITF Пула, Італія                           | Ґрунт    | Валентіне Конфалоньєрі | Дебора Керфс Barbara Kotelesová              | 6–2, 6–4            |
| Поразка   | 16.  | 19 березня 2016   | ITF Хаммамет, Туніс                        | Ґрунт    | Клаудія Джовіне        | Джорджа Брешія Десіпна Папаміхаїл            | 6–4, 2–6, [7–10]    |
| Перемога  | 20.  | 15 квітня 2016    | ITF Пула, Італія                           | Ґрунт    | Ольга Паррес Аскойтія  | Ванда Лукач Крістіна Шмідлова                | 3–6, 6–2, [10–6]    |
| Перемога  | 21.  | 17 червня 2016    | ITF Сассуоло, Італія                       | Ґрунт    | Дебора К'єза           | Татьяна П'єрі Лукреція Стефаніні             | 6–4, 6–2            |
| Поразка   | 17.  | 22 липня 2016     | ITF Скіо, Італія                           | Ґрунт    | Дебора К'єза           | Барбара Гатіка Марія Фернанда Ерасо          | 5–7, 6–1, [5–10]    |
| Поразка   | 18.  | 22 липня 2016     | ITF Перчах, Австрія                        | Ґрунт    | Марчелла Кукка         | Наташа Бредль Кароліне Іловска               | 6–3, 6–7(3), [6–10] |
| Поразка   | 19.  | 23 вересня 2016   | ITF Пула, Італія                           | Ґрунт    | Марчелла Кукка         | Татьяна П'єрі Лукреція Стефаніні             | 4–6, 0–6            |
| Перемога  | 22.  | 8 квітня 2017     | ITF Хаммамет, Туніс                        | Ґрунт    | Джорджія Маркетті      | Фернанда Бріто Гая Санесі                    | 2–6, 6–3, [10–2]    |
| Поразка   | 20.  | 8 вересня 2017    | ITF Трієст, Італія                         | Ґрунт    | Камілла Скала          | Мартіна Карегаро Паула Ормаечеа              | 7–5, 5–7, [1–10]    |